# Saint-Georges-sur-Fontaine
 Saint-Georges-sur-Fontaine  es una población y comuna francesa, en la región de Alta Normandía, departamento de Sena Marítimo, en el distrito de Rouen y cantón de Clères.

## Demografía
| 368 | 472 | 590 | 596 | 675 | 761 | 844 | 895 | 918 | 912 |
| Para los censos de 1962 a 1999 la población legal corresponde a la población sin duplicidades (Fuente: INSEE [Consultar]) |     |     |     |     |     |     |     |     |     |